# Tubarão-mangona
O tubarão-mangona ou tubarão-touro (Carcharias taurus) é uma espécie de tubarão da família Odontaspididae, e o único membro do gênero Carcharias.

## Distribuição
Os tubarões-mangona vivem em mares tropicais e temperados, podendo estar presente na plataforma continental desde a zona de arrebentação até uma profundidade de 232 m. Está presente em todos os mares quentes do Atlântico, parte do Pacífico e do Mediterrâneo. No Brasil, são mais comuns nas regiões Sudeste e Sul.

## Descrição
Eles podem atingir um máximo de 3 m de comprimento e atingir 250 kg; apresentam dimorfismo sexual em relação ao tamanho corporal, onde os machos são menores que as fêmeas, com os machos tendo uma média de 1,9 m de comprimento e as fêmeas uma média de 2,2 m.

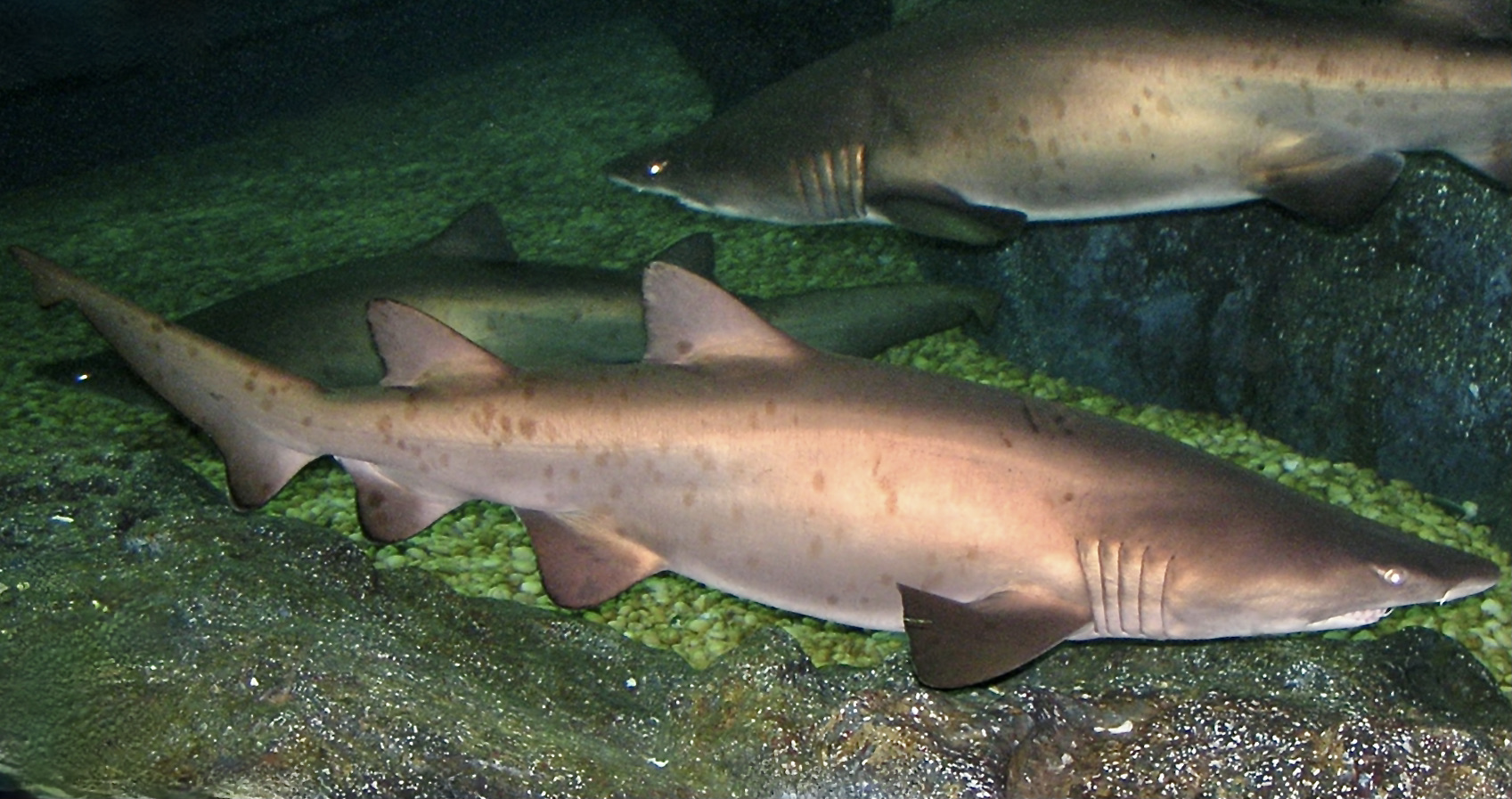
Visão da coloração do C. taurus

Seu corpo é robusto, com o dorso de coloração marrom acinzentado com algumas manchas nas laterais e o ventre branco. Uma característica distintiva é que a barbatana anal e ambas as barbatanas dorsais são do mesmo tamanho.

Na cabeça, apresenta um focinho pontudo, com dentes serrilhados e separados por um dentículo intermediário.

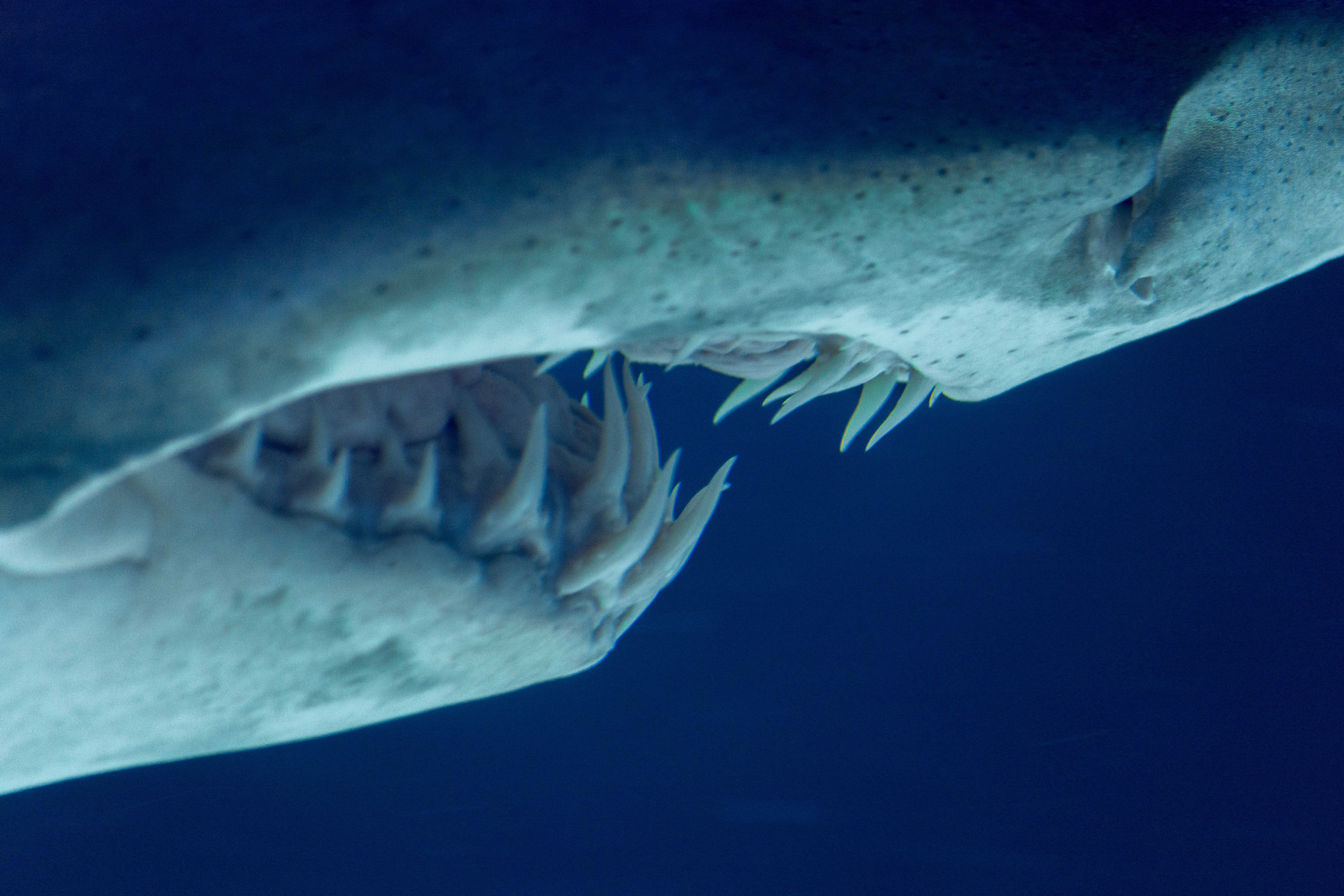
Visão da boca do C. taurus
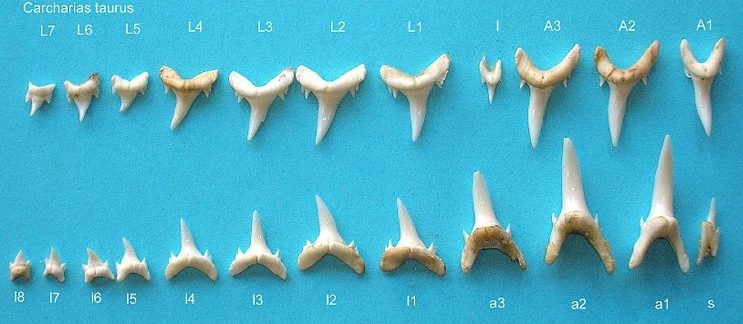
Dentição do C. taurus
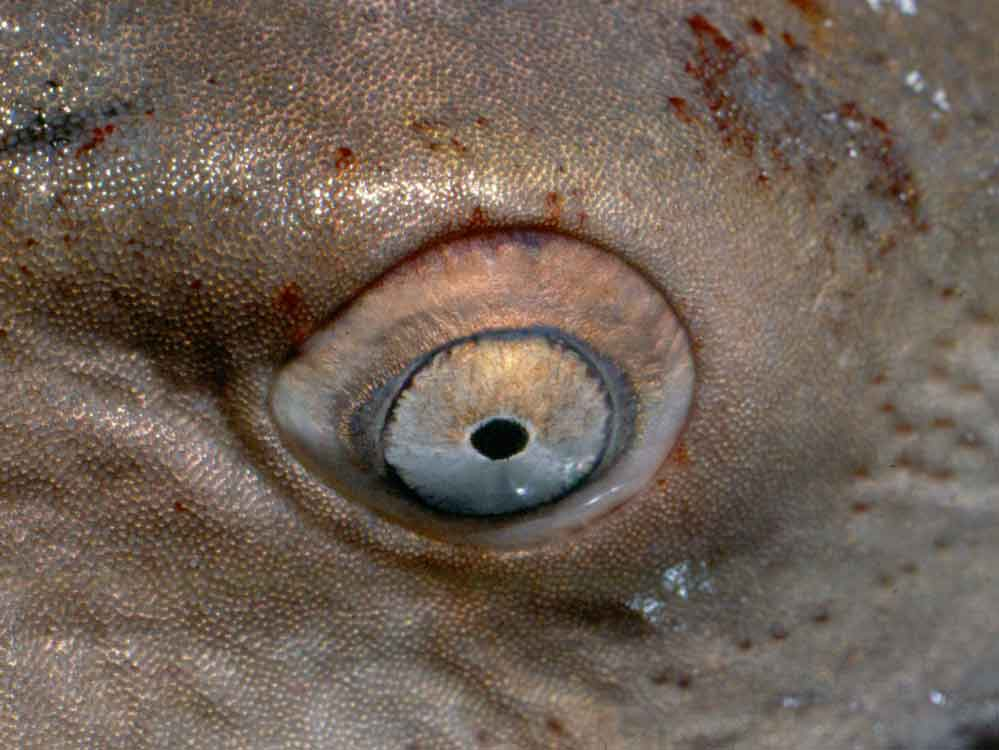
Olho do C. taurus

Como qualquer tubarão, seu sexo pode ser distinguido pela presença (ou ausência) dos órgãos copuladores masculinos nas nadadeiras pélvicas, chamados de claspers.

## Ecologia
A expectativa de vida é de 30 a 40 anos, baseada em análises de centros vertebrais de indivíduos selvagens, mas os indivíduos mais velhos registrados em aquários viveram até os 16 anos.

### Hábitos
São normalmente solitários, mas podem formar grupos de até 80 indivíduos. É a única espécie dentre os tubarões a subir à superfície para engolir ar e o armazenar no estômago, um comportamento que permite que eles se tornem flutuantes na coluna d'água; isso permite que o tubarão fique imóvel na água.
É uma espécie migratória, se deslocando geralmente em busca de novas fontes de alimento ou para acasalar, normalmente retornando aos mesmos locais. No Brasil, a espécie faz migrações paralelas à costa, indo do Sul para o Sudeste para se reproduzir; essas são áreas importantes para o nascimento de seus descendentes, e a mortalidade por pescarias e crescente poluição do ambiente marinho tem colocado a mangona em crítico risco de extinção.

### Alimentação
O tubarão-mangona é um predador de topo de cadeia e tende a ter uma grande vantagem em relação a outros animais na cadeia alimentar, tendo poucos predadores naturais. Alimenta-se majoritariamente de peixes, mas também de caranguejos, lagostas, moluscos e outros tubarões e raias.
Apresenta hábitos noturnos; durante o dia, abriga-se perto de rochas, saliências, cavernas e recifes, muitas vezes em profundidades relativamente rasas (<20 m) e à noite deixam o abrigo para caçar.

## Reprodução
Nos tubarões-mangona, os machos atingem a maturidade reprodutiva aos 6-7 anos e as fêmeas aos 9-10 anos. Além da maturidade tardia, as fêmeas não têm mais de dois filhotes por vez e dão luz apenas a cada dois ou três anos, com um período de gestação de aproximadamente oito a doze meses, após o qual a fêmea dá luz a uma prole totalmente independente de 1 m de comprimento. Estes múltiplos fatores resultam em uma taxa reprodutiva média global de menos de um filhote por ano, uma das taxas reprodutivas mais baixas entre os tubarões.
É uma espécie vivípara, ou seja, depois do acasalamento a fêmea carrega os ovos internamente, apresentando período de gestação de 9 a 12 meses e parindo normalmente dois indivíduos por gestação a cada dois anos. Os embriões são ovofágicos, onde o primeiro filho a sair do ovo passa a se alimentar dos outros, que lhe serve como uma preciosa fonte de alimentos; ao se desenvolver completamente, o filhote sai da barriga da mãe, e nasce independente.
O filhote costuma viver em mangues, que servem como abrigo contra predadores, até outros tubarões mangona adultos que podem se alimentar dele, uma vez que o canibalismo é algo muito comum em tubarões mangona, pois são animais oportunista e vivem em ambiente de alta competição, então costumam aproveitarem as fontes de alimentos disponíveis em seu ambiente.

## Relação com seres humanos
Apesar de sua aparência ser vista como ameaçadora, poucos incidentes de tubarões-mangona foram registrados com seres humanos, com nenhum caso de morte; a espécie é considerada tímida e normalmente evita se aproximar do homem. No Brasil, não há registro de nenhum incidente.

### Conservação
O tubarão-mangona está em estado de vulnerabilidade devido à pesca de tubarões, que tende a capturar tubarões para cortarem suas barbatanas e com elas fazer uma sopa, geralmente apreciada em países asiáticos, como a China. A prática desse tipo de pesca levou várias espécies de tubarões ao risco de extinção, o tubarão mangona sendo uma delas. A poluição dos oceanos e a pesca de animais que servem de alimento ao tubarão também contribuem para seu risco.  
Se essa espécie for extinta isso pode levar grandes consequências aos oceanos que teria toda sua cadeias alimentares afetadas o que mais tarde poderia trazer prejuízo aos próprios humanos, também haveria uma grande perda para a ciência, pois esses tubarões são descendentes próximos de tubarões primitivos, e poderia levar boa parte da história evolutiva dos tubarões a ser perdida. 
Atualmente existem programas de conservação que visam protegerem os tubarões-mangona e proíbem a sua pesca, mesmo assim, em muito lugares a pesca ocorre ilegalmente, e ainda há lugares onde a sua pesca é permitida. Por todos esses fatores, a espécie é considerada criticamente em perigo. Como está na categoria de criticamente em perigo, sua pesca é proibida no Brasil, no entanto, a espécie ainda é capturada de forma ilegal.